# 霍金輻射
霍金輻射（英語：Hawking radiation）是以量子效應理論推測出的一種由黑洞散發出來的熱輻射。此理論在1974年由物理學家史蒂夫·霍金提出。有了霍金輻射的理論就能說明黑洞的質量如何降低而導致黑洞蒸散的現象。
黑洞因為霍金輻射而失去質量，當黑洞損失的質量比增加的質量多的時候，黑洞就會縮小，最終消失。而比較小的微黑洞的輻射量通常會比正常的黑洞大，所以前者會比後者縮小與消失的速度還要快。
霍金的分析迅速成為第一個令人信服的量子引力理論，儘管目前尚未實際觀察到霍金輻射的存在。在2008年6月NASA發射了GLAST衛星，它可以尋找蒸發的黑洞中γ射線的閃光。而在額外維度理論，高能粒子对撞也有可能創造出會自我消失的微黑洞。
2010年9月，一項模擬重力研究的結果被部分科學家認為是首次展示出霍金輻射的可能存在與可能性質。然而，霍金輻射仍未被實際觀測到。

## 概述
黑洞是一個萬有引力極大的地方，它周圍的物質會被重力拉進去。以古典力學上來說，它的重力超强，甚至电磁辐射波也无法逃脱。目前雖尚未了解如何統一重力與量子力學，但遠離黑洞之處的重力效應卻微弱到依然可以使計算結果符合彎曲時空的量子場論框架。霍金表示量子效應允許黑洞發射精確的黑體輻射。這電磁輻射彷彿被一個溫度和黑洞的質量成反比的黑體發出。
举例来说，一太阳质量的黑洞的温度仅有60nK；事实上，黑洞会吸收比自身发射要多得多的宇宙微波背景辐射。一个质量为4.5×1022 kg的黑洞（与月球质量相近）的温度会保持在2.7K，并吸收与其发射数量相等的辐射。更小的原生黑洞则会散发比自身吸收更多的辐射，因此逐渐失去质量。
在没有霍金辐射的概念以前，物理界有一個难题，如果把有很多熵的東西丟進黑洞裡是否把那些熵給消滅掉了，但是熵在宇宙裡是永增不減的，因此這代表黑洞應該也有很多熵，而有熵的任何東西都會釋放黑體輻射，黑洞是否也會釋放黑體輻射，但釋放的機制又如何，霍金輻射就解釋了黑洞釋放黑體輻射的機制。根據海森堡测不准原理，在真空中會瞬间凭空且自然地產生許多粒子-反粒子（虛粒子）對，並且在极短的时间内成對湮滅，在宏观上沒有质量产生。
雅可夫·鲍里索维奇·泽尔多维奇、雅各布·贝肯斯坦和史蒂芬·霍金等物理學者将量子力學和广义相对论结合起来，结果显示视界的温度并非是零，而且还会发光，虽然极其微弱。这种光就是所谓的“霍金辐射”；当成双成对的粒子——如电子和正电子，或一对光子——在强烈的引力场中被制造出来时，其中一个粒子会坠入黑洞，另一个会逃离，从而产生这种辐射。:413ff
如果一個粒子對在黑洞附近形成，由於黑洞的引力場很強，導致配對誕生的正反粒子被扯開，有可能有一個跌入事件視界，而另一個沒有，從而被黑洞的引力提昇成實粒子。但這樣就違反了能量守恒定律，所以另一個粒子的質量一定是從黑洞本身的質量而來——这就是黑洞釋放輻射的一個簡化解釋。

基本上，大质量的黑洞可存活比较久一些。一般恒星死亡产生的黑洞可以活1066年，而超大質量黑洞則可以活1090年，霍金輻射也可以说明为什么我们无法观测到宇宙诞生時所產生的微黑洞，因為它們已經蒸发殆尽。

## 理論概述
绝对真空违反了量子力学中的测不准原理，所以并不存在。当空间趋向绝对真空的过程中会產生虛粒子對，两个粒子對撞后又会消失，这样既不会违反量子力学，也不会违反质能守恒。當這種量子現象發生在黑洞的视界邊緣，视界之外的虚粒子因为在视界之外，所以可以被观测到，从而变为实粒子，而视界之内的虚粒子因为在视界之内，所以会被黑洞吞噬，不会被观察到。因为视界之外的粒子是带有质量的真实粒子，由质量和能量守恒定律，视界之内被黑洞吞噬的粒子有负质量，所以黑洞的质量會因為這樣的作用而減少。从外界看来，黑洞好像在慢慢蒸发。黑洞越小，蒸发速度越快，直到黑洞完全的蒸發。但由於這樣的作用極為緩慢，和太陽質量一樣的黑洞需要用大約1058年來蒸發0.0000001%的質量。

## 外部連結

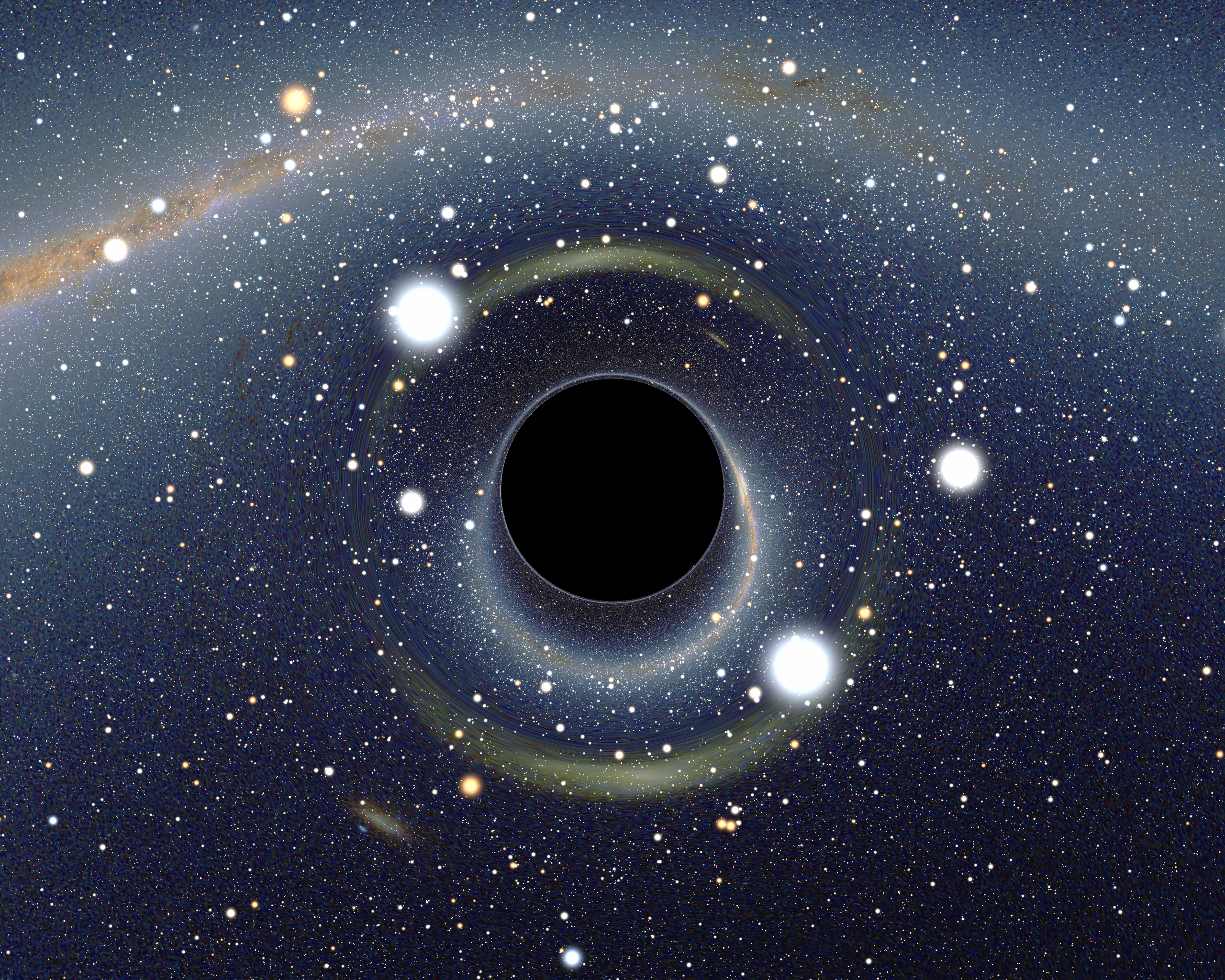
黑洞（中）在大麦哲伦星云前面的模拟图。请注意引力透镜的影响，产生了放大的，但高度扭曲的星云的两个影像。在顶部的银河系盘面扭曲成一个弧形。

- Hawking radiation calculator tool （页面存档备份，存于）